# كاس احمدان (مقاطعة فومن)
كاس احمدان (بالفارسية: کاس احمدان) هي قرية تقع في غيلان في إيران. يقدر عدد سكانها بـ 184 نسمة بحسب إحصاء 2016.